# Saint-Cloud
Saint-Cloud je zahodno predmestje Pariza in občina v osrednjem francoskem departmaju Hauts-de-Seine regije Île-de-France, ob reki Seni. Leta 1999 je imelo naselje 28.157 prebivalcev.

## Administracija
Saint-Cloud je sedež istoimenskega kantona, slednji je vključen v okrožje Boulogne-Billancourt.

## Zgodovina
Naselje je imenovano po Klodoaldu, vnuku frankovskega kralja Klodvika I., ki naj bi poiskal zatočišče v vasici Novigentum, vas, kjer je bil najden njegov grob, pa je prevzela njegovo ime.
Leta 1572 je bil na ozemlju Saint-Clouda zgrajen dvorec, požgan leta 1870 v času francosko-pruske vojne. Dvorec je bil bivališče več francoskih vladarjev, bil pa je tudi prizorišče državnega udara, ki ga je vodil Napoleon Bonaparte ob padcu Francoskega direktorija leta 1799.

## Zanimivosti
- mestni park z ruševinami dvorca Château de Saint-Cloud in paviljonom Breteuil, kjer ima sedež Mednarodni urad za uteži in mere,
- hipodrom, zgrajen 1901, gosti številne konjske dirke, vključno z vsakoletnim Grand Prix de Saint-Cloud.

## Pobratena mesta
- Bad Godesberg (Nemčija),
- Boadilla del Monte (Španija),
- Frascati (Italija),
- Kortrijk (Belgija),
- Maidenhead (Združeno kraljestvo),
- Windsor (Združeno kraljestvo).